# スマーナ郡区 (アーカンソー州ポープ郡)
スマーナ郡区 (Smyrna Township) は、アメリカ合衆国アーカンソー州ポープ郡にある19の郡区の一つである。2000年の国勢調査で、人口は173人だった。

## 地理
アメリカ合衆国国勢調査局によると、スマーナ郡区の面積は183平方キロメートル（70.7平方マイル)で、そのすべてが陸地である。

### 都市、町、村
- ノゴ（英語版）